# Mini-Challenge-Deutschland-Saison 2011
Die Mini Challenge Saison 2011 war die achte und letzte Saison der Mini Challenge Deutschland. Ihr erster Lauf fand am 29. April 2011 auf dem Hockenheimring statt, das Saisonfinale fand am 15. Oktober 2011 auf dem Salzburgring statt. Insgesamt wurden in dieser Saison 8 Läufe mit insgesamt 16 Rennen in Deutschland und Österreich ausgetragen.
Gesamtsieger wurde Nico Bastian mit 344 Punkten vom Team GIGAMOT.

## Starterfeld
| Nr. | Fahrer             | Team                                | Rennwochenende |
| --- | ------------------ | ----------------------------------- | -------------- |
| 1   | Christian Gebhardt | MINI Deutschland                    | 1              |
| 1   | Maxi Engert        | MINI Deutschland                    | 2              |
| 1   | Stefan Landmann    | MINI Deutschland                    | 4              |
| 1   | Ali Zieme          | MINI Deutschland                    | 8              |
| 2   | Michael Bräutigam  | MINI Deutschland                    | 6              |
| 2   | Jens Sembdner      | MINI Deutschland                    | 8              |
| 8   | Michael Menden     | Team Menden                         | 2–3, 5, 7–8    |
| 9   | Fredrik Lestrup    | Caisley International               | 1–8            |
| 10  | Reinhard Nehls     | Caisley International               | 1–8            |
| 22  | Cora Schumacher    | Caisley International               | 3–8            |
| 11  | Jürgen Schmarl     | Fast Forward Team Spicy             | 1–6, 8         |
| 12  | Dominik Schön      | Flyeralarm Racing Team              | 1, 3, 5–6, 8   |
| 12  | Thorsten Fischer   | Flyeralarm Racing Team              | 2, 4           |
| 14  | Maciek Steinhof    | MINI Polska                         | 1–2            |
| 14  | Karl Pojer         | Lechner Racing                      | 5, 8           |
| 15  | Matthias Dolderer  | Lechner Racing                      | 1              |
| 15  | Matthias Gamauf    | Lechner Racing                      | 2, 4–5, 8      |
| 16  | Jürgen Walkoun     | Lechner Racing                      | 8              |
| 17  | Thomas Tekaat      | Lechner Racing                      | 1–8            |
| 18  | Martin Heidrich    | Piro Sports Piro Sports / Besaplast | 1–8            |
| 20  | Franjo Kovac       | Piro Sports Piro Sports / Besaplast | 1–3, 5–8       |
| 22  | Cora Schumacher    | Piro Sports Piro Sports / Besaplast | 1–2            |
| 45  | Steffi Halm        | Piro Sports Piro Sports / Besaplast | 3–6, 8         |
| 45  | Gert Rolef         | Piro Sports Piro Sports / Besaplast | 7              |
| 19  | Erwin Piro         | Arden-Racing                        | 1–8            |
| 21  | Max Partl          | Team Partl Motorsport               | 1–8            |
| 23  | Jörg Weidinger     | Team Bock Sport                     | 3–5, 8         |
| 23  | Christian Bock     | Team Bock Sport                     | 6–7            |
| 33  | Lothar Sausemuth   | SIG-Motorsport                      | 6, 8           |
| 33  | Felix Pratl        | SIG-Motorsport                      | 7              |
| 66  | Alex Willnich      | SIG-Motorsport                      | 4, 8           |
| 66  | Manuel Brinkmann   | SIG-Motorsport                      | 5–6            |
| 66  | Stefan Kolb        | SIG-Motorsport                      | 7              |
| 36  | Henry Littig       | GIGAMOT                             | 1–3, 5–8       |
| 37  | Nico Bastian       | GIGAMOT                             | 1–8            |
| 38  | Torre Sauter       | GIGAMOT                             | 7              |
| 39  | Hendrik Vieth      | GIGAMOT                             | 1–8            |
| 41  | Steve Kirsch       | Frensch Power Motorsport            | 1–8            |
| 44  | Dirk Lauth         | Frensch Power Motorsport            | 1–3, 5–8       |

## Rennkalender
| Datum                      | Rahmenserie                                  | Sieger Rennen 1 | Sieger Rennen 2     | Sieger Rennen 3     |
| -------------------------- | -------------------------------------------- | --------------- | ------------------- | ------------------- |
| 29. April – 1. Mai         | DTM Hockenheimring                           | Hendrik Vieth   | Hendrik Vieth       | kein drittes Rennen |
| 13.–15. Mai                | ADAC Masters Weekend Sachsenring             | Fredrik Lestrup | Nico Bastian        | kein drittes Rennen |
| 23.–25. Juni               | 24-Stunden-Rennen / Nürburgring-Nordschleife | Nico Bastian    | kein zweites Rennen | kein drittes Rennen |
| 16.–17. Juli               | DTM Show-Event München                       | Thomas Tekaat   | kein zweites Rennen | kein drittes Rennen |
| 29.–31. Juli               | WTCC Oschersleben                            | Hendrik Vieth   | Hendrik Vieth       | Nico Bastian        |
| 12.–14. August             | AvD-Oldtimer-Grand-Prix Nürburgring          | Hendrik Vieth   | Hendrik Vieth       | kein drittes Rennen |
| 30. September – 2. Oktober | ADAC Masters Weekend Hockenheimring          | Thomas Tekaat   | Nico Bastian        | kein drittes Rennen |
| 14.–15. Oktober            | Finale (Rundstreckentrophy) Salzburgring     | Hendrik Vieth   | Hendrik Vieth       | Hendrik Vieth       |

## Fahrerwertung
| Platz | Fahrer            | Punkte |
| ----- | ----------------- | ------ |
| 1     | Nico Bastian      | 344    |
| 2     | Hendrik Vieth     | 340    |
| 3     | Fredrik Lestrup   | 294    |
| 4     | Thomas Tekaat     | 265    |
| 5     | Jürgen Schmarl    | 231    |
| 6     | Steve Kirsch      | 227    |
| 7     | Max Partl         | 181    |
| 8     | Martin Heidrich   | 178    |
| 9     | Steffi Halm       | 151    |
| 10    | Erwin Piro        | 134    |
| 11    | Reinhard Nehls    | 129    |
| 12    | Dirk Lauth        | 128    |
| 13    | Henry Littig      | 112    |
| 14    | Cora Schumacher   | 112    |
| 15    | Michael Menden    | 109    |
| 16    | Franjo Kovac      | 91     |
| 17    | Matthias Gamauf   | 90     |
| 18    | Dominik Schön     | 86     |
| 19    | Maciek Steinhof   | 51     |
| 20    | Karl Pojer        | 33     |
| 21    | Gert Rolef        | 18     |
| 22    | Matthias Dolderer | 12     |
| 23    | Thorsten Fischer  | 11     |